# K.F.G. Spruit
Karl Frank Gottfried Spruit (29 september 1921 – 2 januari 2018) was een Nederlands architect. Spruit (Ir.) volgde een ingenieursstudie in Delft waaraan hij in 1949 afstudeerde. In 1955 richtte hij te Haarlem zijn eigen bureau op, Bureau ir. K.F.G. Spruit b.i. architect b.n.a, dit bureau is hedendaags na een aantal naamswisselingen bekend als JHK Architecten. Spruit heeft o.a. bijgedragen aan de bouw van de Lauwerssluizen, Winkelcentrum Schalkwijk (1971) en Hoog Catharijne (1973).

## Werken
- Stationsgebouw Purmerend (1957), Purmerend
- Raadhuis Bodegraven (1962), Bodegraven
- Waterwerken Flevoland (vanaf 1964), Flevoland
- Lauwerssluizen (1969), Lauwersoog
- Winkelcentrum Schalkwijk (1971), Haarlem
- Hoog Catharijne (vanaf 1973), Utrecht
- AMEV Huis (1974), Utrecht
- Waterzuiveringsbedrijf Andijk (1981), Andijk
- PTT Utrecht (1984), Utrecht